# Ahmadsargurab
Ahmadsargurab – miasto w Iranie, w ostanie Gilan. W 2016 roku liczyło 2128 mieszkańców.